# 琉球列島高級專員
琉球列島高級專員（英語：High Commissioner of the Ryukyu Islands；日语：／ Ryūkyū rettō kōtōbenmukan）是琉球列島美國民政府的高級專員，是美国政府在琉球的联络官并身兼类似总督的行政职权。
“高级专员”是20世纪国际上在类似情况下常用的职衔，例如国联和联合国的托管地行政官员（特别是殖民地解放过程中的过渡性政府行政官），以及英国、法国、葡萄牙、澳大利亚等国在殖民地或海外属地设立的类似官职，特别是过渡时期的行政官员。
第二次世界大战结束后，美国继续占领琉球列岛，由于冷战开始，美国改变了将琉球作为联合国托管地管理并酝酿其独立的计划。1952年，琉球转为美国托管地继续军事管制。1957年6月5日，作为将琉球归还日本的过渡措施，美國民政府開始採用高級專員制，取代原先設置的總督和軍政長官。高級專員必須為美國陸軍現役將官，由國防部長任命，並由美國總統批准。高級專員權限極大，除了可以主導琉球政府的施政外，也可以否決琉球立法會的提案，也有權利罷免任何一位琉球政府官員。
1972年5月15日，美國將琉球交付日本，高等專員被廢除。

## 職務權限
- 擁有對行政主席、琉球上訴裁判所裁判官的任命權。
- 擁有對琉球政府所有職員的罷免權。
- 擁有將琉球民裁判所的案件轉交美國民政府裁判所審判的移送權。
- 擁有對已入獄罪犯的恩赦權。

## 歷代高級專員
| 代 | 圖像 | 名字                   | 英文原文               | 军衔     | 在職年                      |
| -- | ---- | ---------------------- | ---------------------- | -------- | --------------------------- |
| 1  |      | 詹姆斯·愛德華·穆爾     | James Edward Moore     | 陸軍中將 | 1957年7月4日-1958年4月30日  |
| 2  |      | 唐納德·普倫蒂斯·布思   | Donald Prentice Booth  | 陸軍中將 | 1958年5月1日-1961年2月12日  |
| 3  |      | 保羅·懷亞特·卡拉韋     | Paul Wyatt Caraway     | 陸軍中將 | 1961年2月16日-1964年7月31日 |
| 4  |      | 阿爾伯特·沃森二世      | Albert Watson II       | 陸軍中將 | 1964年8月1日-1966年10月31日 |
| 5  |      | 費迪南德·湯瑪斯·昂格爾 | Ferdinand Thomas Unger | 陸軍中將 | 1966年11月2日-1969年1月18日 |
| 6  |      | 詹姆斯·班傑明·蘭珀特   | James Benjamin Lampart | 陸軍中將 | 1969年1月28日-1972年5月14日 |